# Manuel Rico Sarompas
Manuel Rico Sarompas (Melilla, 1 de gener de 1937 - Madrid, 1 de desembre de 2014) va ser un químic i professor investigador espanyol, destacat en els seus avanços sobre les aplicacions de la ressonància magnètica nuclear (RMN), treballs pels quals va obtenir en 2003 el Premi Nacional d'Investigació Enrique Moles.

## Biografia
Llicenciat en Ciències Químiques per la Universitat Complutense de Madrid, va obtenir el doctorat a la mateixa universitat amb una tesi sobre l'espectroscòpia infraroja. Va realitzar la seva estada postdoctoral a l'Imperial College London on es va especialitzar en tècniques de ressonància magnètica nuclear. En tornar a Espanya es va establir a l'Institut de Química-Física Rocasolano del CSIC. Allí es va posar a càrrec del primer espectròmetre de RMN que hi havia a Espanya i va desenvolupar una doble labor: d'una banda, la recerca destinada a obtenir paràmetres magnètics precisos i les aplicacions biològiques de la RMN i, per una altra, a la difusió de les diferents tècniques entre els seus col·legues, afavorint l'extensió dels coneixements sobre la matèria. Va ser el primer investigador que va determinar per RMN a Espanya l'estructura tridimensional d'una proteïna, la ribonucleasa A i, a partir de llavors, es va centrar en l'aplicació de la RMN per resoldre les estructures tridimensionals d'altres proteïnes i àcids nucleics. Com a formador i divulgador, va participar en els fòrums, seminaris i trobades científiques més notables a Espanya, va ser membre de diverses societats científiques i creador de la Xarxa Nacional d'Estructura i Funció de Proteïnes que ajuda, també, a la formació d'estudiants.
Va ser guardonat amb la Medalla de la Reial Societat Espanyola de Química (2002) i el Premi Nacional d'Investigació Enrique Moles en 2003 per les seves aportacions a la ressonància magnètica nuclear, en concret «pels seus rellevants mèrits científics i per l'impacte en l'àmbit internacional de les seves contribucions de l'aplicació de la Ressonància Magnètica Nuclear a les àrees, entre unes altres, dels productes naturals i les proteïnes».